# Automotive Hall of Fame
Die Automotive Hall of Fame (AHOF) ist eine Ehrenhalle für herausragende Persönlichkeiten auf dem Gebiet der Forschung und Entwicklung in der Automobiltechnik.

## Geschichte
Charles B. King, ein 1889 in Kalifornien geborener Pionier der Automobiltechnik, gründete 1939 die Gesellschaft „Automotive Old Timers“ (AOT), aus der die AHOF hervorging.
In Midland, Michigan, entstand 1971 auf dem Gelände der Northwood University (ehemals Northwood Institute) ein Museum, das 25 Jahre lang bestand. Um die Attraktivität zu erhöhen, beschloss die Leitung des AHOF dann, einen Standort in der näheren Umgebung der Automobilstadt Detroit zu suchen. Am 16. August 1997 wurden die neuen Räumlichkeiten in Dearborn (Michigan) in der Nachbarschaft des Henry Ford Museums und von Greenfield Village eingeweiht.

## Mitglieder der Hall of Fame
In Klammern wird das Jahr der Aufnahme in die Ehrenhalle genannt.
- Giovanni Agnelli (2002)
- Mario Andretti (2005)
- O. Donavan Allen (1974)
- John W. Anderson (1972)
- Zora Arkus-Duntov (1991)
- Clarence W. Avery (1990)
- Warren E. Avis (2000)
- Béla Barényi (1994)
- Vincent Bendix (1984)
- Walter Owen Bentley (1995)
- Carl Benz (1984)
- Nuccio Bertone (2006)
- Nils Bohlin (1999)
- Robert Bosch (1984)
- Charles A. Bott (1990)
- Ernest R. Breech (1979)
- Allen K. Breed (1999)
- Carl Breer (1976)
- Edward G. Budd (1985)
- Gordon M. Buehrig (1989)
- Ettore Bugatti (2000)
- David Dunbar Buick (1974)
- Philip Caldwell (1990)
- Frank J. Campbell (1996)
- Michael Cardone (1994)
- Walter F. Carey (1981)
- Albert Champion (1977)
- Roy D. Chapin Jr. (1984)
- Roy D. Chapin, Sr (1972)
- Louis Chevrolet (1969)
- Walter P. Chrysler (1967)
- André Citroën (1998)
- J. Harwood Cochrane (1991)
- Edward N. Cole (1977)
- Richard Colliver (2008)
- Archie T. Colwell (1988)
- Errett Lobban Cord (1976)
- Frederick C. Crawford (1983)
- Clessie Cummins (1973)
- Harlow H. Curtice (1971)
- Gottlieb Daimler (1978)
- Charles A. Dana (1978)
- Edward Davis (1996)
- Ralph DePalma (1973)
- Joseph R. Degnan (1997)
- W. Edwards Deming (1991)
- Rudolf Diesel (1978)
- Arthur O. Dietz (1983)
- Abner Doble (1972)
- Horace Elgin Dodge (1981)
- John Francis Dodge (1997)
- Frederic G. Donner (1994)
- Harold D. Draper (1991)
- Fred S. Duesenberg (1970)
- John Dunlop (2005)
- William Durant (1968)
- Charles E. Duryea (1973)
- James Frank Duryea (1996)
- Harley J. Earl (1986)
- Dale Earnhardt (2006)
- Joseph O. Eaton (1983)
- John E. Echlin (1985)
- Thomas Alva Edison (1969)
- Elliott M. Estes (1999)
- Henry T. Ewald (1996)
- Virgil Exner (1995)
- Battista Farina (2004)
- Enzo Ferrari (2000)
- Harvey S. Firestone, Jr (1975)
- Harvey S. Firestone, Sr (1974)
- Carl G. Fisher (1971)
- Alfred J. Fisher (1995)
- Charles T. Fisher (1995)
- Fred J. Fisher (1995)
- William A. Fisher (1995)
- Edward A. Fisher (1995)
- Lawrence P. Fisher (1995)
- Howard A. Fisher (1995)
- Walter E. Flanders (1994)
- Edsel Ford (1968)
- Henry Ford (1967)
- Henry Ford II (1983)
- A. J. Foyt (2007)
- Bill France junior (2006)
- Bill France senior (2004)
- Herbert H. Franklin (1972)
- Carlyle Fraser (1981)
- Douglas A. Fraser (2000)
- Martin Fromm (1993)
- Thomas N. Frost (1970)
- Paul Galvin (2008)
- Robert W. Galvin (2008)
- Don Garlits (2004)
- Joe Girard (2001)
- Giorgetto Giugiaro (2002)
- John E. Goerlich (1990)
- Martin E. Goldman (1981)
- Andy Granatelli (2003)
- Richard H. Grant (1971)
- Dan Gurney (2007)
- Zenon C.R. Hansen (1983)
- Donald Healey (2004)
- Phil Hill (2008)
- Max Hoffman (2003)
- William E. Holler (1969)
- Earl Holley (1995)
- George M. Holley, Sr. (1995)
- Sōichirō Honda (1989)
- August Horch (2000)
- Wayne Huizenga (2006)
- Anton Hulman, Jr (1978)
- Lee Hunter (1992)
- J.R. Hyde III (2004)
- Lee A. Iacocca (1994)
- Bob Irvin (2008)
- Shōjirō Ishibashi (2006)
- Alec Issigonis (2003)
- Thomas B. Jeffery (1975)
- Fred Jones (1994)
- Henry B. Joy (2003)
- Wunibald Kamm (2009)
- Katayama Yutaka (1998)
- K.T. Keller (1971)
- Frank D. Kent (1989)
- Charles Kettering (1967)
- Charles B. King (2007)
- William S. Knudsen (1968)
- John W. Koons, Sr (1988)
- Ferruccio Lamborghini (2022)
- Edward C. Larson (1984)
- Elliott Lehman (1993)
- Henry M. Leland (1973)
- Paul Weeks Litchfield (1984)
- Raymond Loewy (1997)
- Wilton D. Looney (1992)
- J. Edward Lundy (2003)
- Robert A. Lutz (2013)
- William Lyons (2005)
- John M. Mack (1972)
- Wilhelm Maybach (1996)
- Frank E. McCarthy (2002)
- Denise McCluggage (2001)
- Robert B. McCurry (1997)
- Brouwer D. McIntyre (1975)
- Robert Samuel McLaughlin (1973)
- Robert McNamara (1995)
- Rene C. McPherson (1991)
- William E. Metzger (2008)
- Edouard Michelin (2002)
- André Michelin (2002)
- Arjay Miller (2006)
- Harold Arminius Miller (2003)
- William L. Mitchell (1993)
- Hubert C. Moog (1988)
- Jim Moran (2005)
- Charles S. Mott (1973)
- Shirley Muldowney (2005)
- Thomas A. Murphy (1990)
- Charles W. Nash (1975)
- Henry J. Nave (1992)
- Heinrich Nordhoff (1985)
- Barney Oldfield (1968)
- Ransom E. Olds (1968)
- Carl Opel (1998)
- Ludwig Opel (1998)
- Wilhelm von Opel (1998)
- Friedrich Opel (1998)
- Heinrich von Opel (1998)
- Nikolaus Otto (1996)
- James Ward Packard (1999)
- William Doud Packard (1999)
- Wally Parks (2000)
- Thomas S. Perry (1996)
- Donald E. Petersen (1992)
- Richard Petty (2002)
- Armand Peugeot (1999)
- Ferdinand Piëch (2014)
- Charles M. Pigott (1998)
- Charles J. Pilliod (1992)
- Sergio Pininfarina (2007)
- Harold A. Poling (1999)
- Ralph Lane Polk (2001)
- Ferdinand Porsche (1987)
- Heinz Prechter (2004)
- William A. Raftery (1997)
- Alice Ramsey (2000)
- Louis Renault (2003)
- Walter Reuther (1990)
- Eddie Rickenbacker (1973)
- James M. Roche (1992)
- Willard F. Rockwell (1980)
- George W. Romney (1995)
- Henry Royce (1991)
- James A. Ryder (1985)
- Bruno Sacco (2006)
- Mort Schwartz (2008)
- Louis Schwitzer (1970)
- Kenneth W. Self (1994)
- Wilbur Shaw (1987)
- Carroll Shelby (1992)
- Owen R. Skelton (2002)
- Alfred P. Sloan (1967)
- Arthur O. Smith (1988)
- Lloyd R. Smith (1988)
- John F. Smith, Jr. (2005)
- Charles E. Sorensen (2001)
- Clarence W. Spicer (1995)
- Francis E. Stanley (1996)
- Freelan O. Stanley (1996)
- Jackie Stewart (2013)
- Walter W. Stillman (1987)
- John W. Stokes (1970)
- William B. Stout (2001)
- Robert A. Stranahan (1979)
- John Mohler Studebaker (2005)
- Harry C. Stutz (1993)
- Genichi Taguchi (1997)
- Walter C. Teagle (1974)
- Ralph R. Teetor (1988)
- Mickey Thompson (2009)
- John J. Telnack (2008)
- Henry H. Timken (1977)
- Eiji Toyoda (1994)
- Shōichirō Toyoda (2007)
- Preston Tucker (1999)
- Edwin J. Umphrey (1974)
- Jesse G. Vincent (1971)
- Eberhard von Kuenheim (2004)
- Roy Warshawsky (2001)
- Elmer H. Wavering (1989)
- J. Irving Whalley (1981)
- Rollin H. White (1997)
- Walter C. White (1997)
- Windsor T. White (1997)
- John L. Wiggins (1975)
- C. Harold Wills (1970)
- John N. Willys (2008)
- Charles E. Wilson (1969)
- Alexander Winton (2005)
- Jiro Yanase (2004)
- Fred M. Young (1986)
- Fred M. Zeder (1998)
- Ferdinand von Zeppelin (1998)

## Industry Leader of the Year
- Lee Iacocca (1982)
- Roger B. Smith (1983)
- Philip Caldwell (1984)
- John Curcio (1985)
- Roger B. Smith (1986)
- Donald Petersen (1987)
- Bob Galvin (1988)
- Ruben F. Mettler (1989)
- Heinz Prechter (1990)
- John Grettenberger (1991)
- Frederick Mancheski (1992)
- Harold Arthur Poling (1993)
- Roger Penske (1994)
- Robert Eaton (1995)
- Richard E. Dauch (1996)
- Alex Trotman (1997)
- Southwood Morcott (1998)
- John F. Smith Jr. (1999)
- Kenneth Way (2000)
- Fujio Chō (2001)
- Rick Wagoner (2002)
- Michael J. Jackson (2003)
- Carlos Ghosn (2004)
- Dieter Zetsche (2005)
- Jim Press (2006)
- Phillip D. Brady (2007)
- Richard Colliver (2008)
- Alan Mulally (2009)
- James E. Lentz (2014)

## Distinguished Service Citation Award
- 2009: Gale Banks, Derrick Kuzak, Mark Schienberg, Juliana Terian Gilbert, Edward T. Welburn, Jr., Susan Cischke
- 2008: Josephine Cooper, Ron Gettelfinger, Frederick A. Henderson, David W. Hermance, David F. Mungenast Sr., Lyn St. James
- 2007: Dr. Amar G. Bose, Jeffrey A. Cook, Allan Gilmour, Timothy D. Leuliette, Elizabeth A. Lowery, Phil Smart, Sr.
- 2006: Julie Nguyen Brown, Thomas G. Elliott, Alfred L. Gaspar, Lloyd Reuss, Ralph C. Seekins, Jack Kh. Teahen, Susan J. Unger
- 2005: Charles Blum, Christine Cortez, Ronald Cutler, Ray Green, James O’Connor, David O’Reilly
- 2004: J.T. Battenberg III, Gary L. Cowger, Thomas W. LaSorda, Anne Stevens, Richard E. Strauss, Ron B. Tonkin
- 2003: Marion L. Brem, Joseph C. Day, Thomas Gallagher, William J. Lovejoy, Lynn C. Myers, Jim Press
- 2002: Thomas J. Davis, Terry M. Ehrich, Andy Granatelli, Joseph Magliochetti, Mary S. Rehwald, Robert L. Rewey
- 2001: Mong-Koo Chung, Michael H. Dale, Pat Moran, Ross H. Roberts, Takeshi Uchiyamada
- 2000: Sam C. Cupp, Irma B. Elder, Yale Gieszl, Leon Mandel, E. Thomas Pappert, Cynthia Trudell
- 1999: Maureen K. Darkes, Bobbie Gaunt, Lawrence R. Gustin, Robert A. Lutz, Larry L. Prince
- 1998: Dale K. Craig, Martin McInerney, Roy S. Roberts, Ronald H. Weiner, John Wetzel, Hiroyuki Yoshino
- 1997: William R. Carey, Ralph A. Forbes, H. Leo Mehl, John M. Riess, David Sinclair, O. Temple Sloan
- 1996: Joseph M. Clapp, J. Lamont Davis, B.J. McCombs, Larry W. McCurdy, Southwood J. Morcott, Heinz C. Prechter, Kenneth L. Way
- 1995: James L. Burke, Thomas C. Gale, Curtis C. Gunn, James L. Hebe, Harold W. Rockwell, John J. Scalley, Charles E. Walton
- 1994: Vaughn L. Beals, Jr., Harmon M. Born, Francois J. Castaing, Paul Cole, Jr., Robert H. Raff, Woodrow W. Woody
- 1993: Keith K. Crain, Arthur Epstein, Gene N. Fondren, Charles M. Jordan, Beverly R. Kimes, Robert A. Lutz, C. J. McCormick, Sam H. White
- 1992: Michael M. Carey, John M. Giebe, J. David Power III, Mort Schwartz, Nathan Shulman, Jack J. Telnack, James B. Woulfe
- 1991: Walter V. Alley, Jr., Maurice C. Carter, William C. Hatcher, Robert D. Nesen, Raymond F. O’Brien, John P. Reilly, Robert D. Tuttle
- 1990: J. Harwood Cochrane, June M. Collier, John M. O’Hara, Allen C. Richey, Ernest N. Robinson, Gordon Rountree, Thomas F. Russell
- 1989: Bennett E. Bidwell, Earl Dolive, James R. Garfield II, Charles N. Gaskill, David H. Gezon, Joseph S. Holman, R. Gary Stauffer
- 1988: James K. Ashford, Frank S. Galpin, William E. Hancook, Jr., Gordon B. MacKenzie, Robert M. McElwaine, Roger S. Penske, Robert L. Sirotek
- 1987: V. James Adduci, Frank E. McCarthy, Robert E. Mercer, Donald E. Peterson, Carroll Shelby
- 1986: Gerald Greenwald, Frank M. Norflect, Harold A. Poling, Marvin T. Runyon, Roger B. Smith, W. Chandler Stewart
- 1985: Joseph Gilbert, Frederick J. Mancheski, Warren J. McEleney, Stanley Stephenson, Brooks Stevens, Arthur E. Turner
- 1984: Michael Cardone, Sr., Martin Fromm, Robert W. Galvin, Harold T. Halfpenny, Kenneth C. Kent, Samuel L. Marshall, F. James McDonald, Charles M. Pigott, John J. Pohanka, Andrew D. Shaw
- 1983: Wilton D. Looney, Walter M. May, John B. Naughton, Sr., Thomas S. Perry, Emil G. Stanley, W. Athell Yon
- 1982: Russell W. Case, Robert P. Mallon, E. Mandell de Windt, George W. Merwin, Jr., H. Kenneth Tooman, Alex S. Tremulis
- 1981: Walter J. Bemb, A.G. Herreshoff, Robert Lund, Thomas McLennan, James W. McLernon, Rene C. McPherson, Richard A. Teague
- 1980: Paul C. Ackerman, Emile L. Dubois, Maximilian E. Hoffman, John P. Kushnerick, Allen K. Parrish, William S. Pickett, William A. Raftery, Frederick G. Wacker, Jr.
- 1979: H.F. Boeckmann II, Anthony G. DeLorenzo, Reed T. Draper, Edward C. Larson, Alan G. Loofbourrow, Drexel D. Minshall, John J. Riccardo
- 1978: Harold T. Ames, L. Scott Bailey, Henry Banks, Harry F. Barr, Zollie S. Frank, George W. Kennedy, John W. Nerlinger, M.H. Yager
- 1977: John E. Bickel, Eugene Bordinat, J. Clarence Cagle, Archie T. Colwell, Harry Monroe, Jr., Edwin J. Mullane, Thomas A. Murphy
- 1976: Herbert A. Abramson, Gordon Buehrig, Duane D. Freese, Elliot L. Ludvigsen, Robert E. Peterson, Paul Russo, Charles J. Whittey, Jack K. Williams
- 1975: Martin H. Bury, Raymond C. Firestone, Jr., Martin E. Goldman, Gilbert L. Haley, Richard D. Kudner, Frank P. Kurtis, Robert D. Lund, Winston W. Marsh, Charles L. McCuen, Henry M. Porter, Kenneth W. Self, Walter W. Stillman, Charles G. Stradella, Mel A. Turner, Sr.
- 1974: Robert Anderson, Ernest R. Breech, John DeLorean, Raymond Dietrich, Anthony Foyt, Jr., Richard C. Gerstenberg, Karl Kizer, Semon E. Knudsen, William L. Mitchell, Edwin W. Parkinson, C.P. Williams, John F. Winchester
- 1973: John F. Heflin, Steward C. Holman, Eva I. Mosley, J. Stuart Perkins, Francis C. Turner
- 1972: Russell DeYoung, Robert M. Finlay, Lee Iacocca, William V. Luneburg, Dorothy M. Ross, Lyman W. Slack, Boyce M. Tope
- 1971: Roy Abernethy, Fred Agabashian, Harry O. Bell, W. Russell Boss, Sam Hanks, William F. Harrah, Helen R. Kahn, Peter O. Krogh, Matthew S. McLaughlin, Herbert J. Woodall
- 1970: Elliott M. Estes, Tony Hulman, Jr., William E. Kennedy, Jr., William L. Kissel, Paula Murphy, Willard F. Rockwell, Jr., Sydney G. Tilden, Sr., George R. Vila, J. Irving Whalley
- 1969: Oscar H. Banker, John N. Bauman, M.R. Darlington, Jr., Peter DePaolo, Harley J. Earl, Henry Ford II, Bill France senior, James L. McGovern, Jr., James M. Roche
- 1968: Fred M. Young, Virgil E. Boyd, Roy D. Chapin, Jr., Zenon C. Hansen, James C. Moore, Ralph K. Mulford, Lee Oldfield, Marion T. Powers, John L. Wiggins, Birkett L. Williams
- 1967: Charles A. Dana, W. Sterling Edwards, Leo W. Goosen, Harry Hartz, Carl R. Lane, Nelson K. Mintz, Maurice J. Murphy, Joseph E. Saunders, Myrle E. St. Aubin
- 1966: Larry H. Averill, Frederic G. Donner, Julie C. Driscoll, C. Isabel Fenton, Earl B. Hathaway, Peter Helck, Ralph H. Isbrandt, Irving B. Kline, Lou Meyer, Charles S. Rogers, Mauri Rose, Louis Schwitzer, Sr., Lynn A. Townsend, Earl Cooper
- 1965: Lewis D. Crusoe, Herb L. Galles, Jr., Ray Harroun, Thomas H. Keating, Harry J. Klingler, Winfield R. Stephens, Pete Wemhoff
- 1964: Fred O. Conley, Eldred R. Crow, Robert V. Daly, Ralph R. Teetor, Cornelius Willett Van Ranst, Lillian R. Wagner
- 1963: David E. Castles, Edward N. ColR.A. Harp, Edwin C. Quinn, Ray W. Sherman
- 1962: George C. Buzby, Sr., John F. Creamer, Earle C. Dahlem, Arthur W. Herrington, A.A. Lally, Jack C. Weed
- 1957: W. Alton Jones, John L. McCaffrey, Thomas W. Milton, Robert E. Wilson
- 1956: Albert Bradley, E.J. Bush, Tom Frost, Bert Pierce, George W. Romney
- 1955: Mary D. Allen, Lester L. Colbert, Frederick C. Crawford, Paul Garrett, Pyke Johnson, Arthur E. Summerfield
- 1954: Clifford M. Bishop, Arthur O. Dietz, John A. Warner
- 1953: John R. Davis, Thomas H. MacDonald, George A. Martin, Robert A. Stranahan, Sr., Eli C. Wareheim
- 1952: John L. Collyer, George W. Mason, Albert L. Pope, Willard F. Rockwell, Sr., John J. Schumann, Jr., Russell E. Singer
- 1951: Earle C. Anthony, Paul G. Hoffman, Paul W. Litchfield, William L. Mallon, Wilbur Shaw, William B. Stout
- 1950: Clarence B. Hayes, Frederick E. Moskovics, Charles S. Mott, Charles E. Wilson
- 1949: Harvey S. Firestone, Jr., P.M. Heldt, William E. Holler, K.T. Keller, Alfred Reeves
- 1948: Charles Kettering, H.O. Koller, Alvan Macauley, Leon J. Pinkson, Joseph Tracey
- 1947: William G. Bryan, William L. Hughson, George Robertson, Alfred P. Sloan, Jr.
- 1946: Herbert W. Alden, Ralph DePalma, Charles W. Nash, Arthur L. Newton, Robert Schmunk
- 1945: Charles H. Davis, William S. Knudsen, Hurlbut W. Smith, Charles E. Sorensen, James T. Sullivan
- 1941: Henry Cave, J. Frank Duryea, David C. Fenner, Raymond M. Owen, William K. Vanderbilt, Thomas A. Willard
- 1940: Walter C. Baker, Julian Chase, Charles S. Henshaw, Charles B. King, Ransom E. Olds